# Musée préfectoral de Saga du château de Nagoya
Le musée préfectoral de Saga du château de Nagoya (佐賀県立名護屋城博物館, Saga Kenritsu Nagoya-jō Hakubutsukan) ouvre ses portes en 1993 à Karatsu, préfecture de Saga au Japon, sur le site du château de Nagoya, construit en 1591 comme base pour l'invasion de la Corée par Hideyoshi. Il expose des objets excavés du site du château et autres documents relatifs à trois thèmes principaux : (1) l'histoire des échanges entre l'archipel japonais et la péninsule coréenne; (2) la préservation du « site historique spécial » du château de Nagoya; (3) les échanges culturels et universitaires entre le Japon et la Corée. le musée reçoit son 2 000 000e visiteur en août 2010,,.